# AN/APQ-7

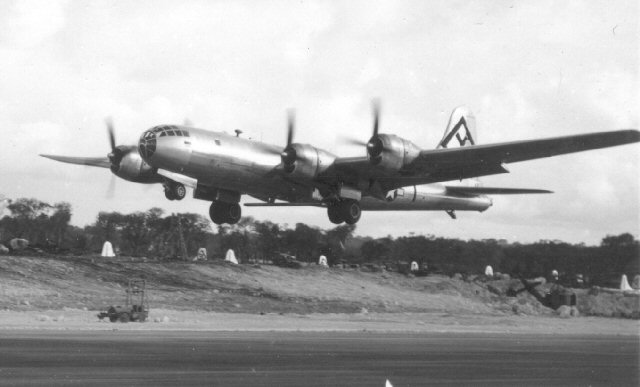
Eine B-29B der 501st Bombardment Group hebt am 26. Juni 1945 zu einem Einsatz ab. Die lange horizontale Stange, die zwischen dem Fahrwerk des Flugzeugs verläuft, ist die Antenne für das Eagle-Radar.

Das AN/APQ-7, oder Eagle, war ein von der US Army Air Force entwickeltes Radar-Bombenzielgerät. Frühe Studien begannen Ende 1941 unter der Leitung von Luis Alvarez am MIT Radiation Laboratory, aber die Entwicklung in vollem Umfang begann erst im April 1943. Zu diesem Zeitpunkt waren in den USA gebaute Systeme mit höherer Frequenz in Produktion gegangen, die eine bessere Leistung als das bestehende britische H2S-Radar versprachen. Die noch höhere Auflösung von Eagle wurde von den Planern der Luftwaffe als wichtig erachtet, die Präzisionsbombardements bevorzugten, diese aber nicht durchführen konnten, und man setzte große Hoffnungen in die Fähigkeit des Systems, kleine Ziele wie Docks und Brücken direkt anzugreifen.
Die Kriegsanstrengungen waren bereits zu Ende, als die ersten Produktionseinheiten Ende 1944 eintrafen. Eine kleine Anzahl wurde in die B-17 Flying Fortress und die B-24 Liberator eingebaut, die für den Einsatz in Europa bestimmt waren, aber keine dieser Maschinen kam rechtzeitig vor Kriegsende zum Einsatz. Das System wurde erstmals ab Mai 1945 in der B-29 Superfortress im Pazifikkrieg eingesetzt. Durch die Hinzufügung der APA-46 und 47 „Nosmo“ wurde ein Norden-Bombenzielgerät mit dem APQ-7 synchronisiert, und die gesamte Einheit wurde als APQ-7A bekannt. Der Krieg endete kurz nach der Einführung dieses Systems, und die Eagle kam in der Praxis kaum zum Einsatz. In der Nachkriegszeit konzentrierten sich die Bemühungen auf das K-System, da das einzigartige Antennendesign von Eagle den Einsatz bei Bombern mit höheren Geschwindigkeiten und Strahlantrieb erschwerte.

## Geschichte

### Anstoß
Ende 1940 hatte Taffy Bowen im Rahmen der Tizard-Mission US-Wissenschaftler mit der britischen Arbeit am Mikrowellenradar unter Verwendung des Hohlraummagnetrons bekannt gemacht. Nach seiner Rückkehr in das Vereinigte Königreich veranlasste Bowens frühere Beobachtung von Unterschieden in den Bodenreflexionen, die er bei frühen Experimenten festgestellt hatte, Philip Dee dazu, im März 1941 einen Prototyp eines Bodenkartierungssystems zu entwickeln, aus dem sich das H2S-Radar entwickeln sollte.
Die USA wurden über diese Forschung auf dem Laufenden gehalten. Während der Diskussion im Herbst 1941 kam es zwischen Bowen und Alvarez zu einer hitzigen Debatte über die richtige Antennenkonstruktion für Bodenkartierungssysteme. Bowen war überzeugt, dass die Antenne sowohl im Azimut als auch in der Elevation sehr genau sein musste, um eine angemessene Auflösung zu erreichen. Eine Verbesserung der Auflösung gegenüber H2S würde entweder größere Antennen erfordern, die unhandlich wären, oder eine Verkleinerung der Wellenlänge des Senders über den Stand der Technik hinaus.
Alvarez war von einem Teil des Arguments nicht überzeugt, nämlich von der Notwendigkeit, dass das System höhengenau sein muss. Er hielt es für einen Vorteil, wenn das System einen weiten Winkel vertikal abtastete und ein Signal von einem langen „Streifen“ des Bodens auf einmal empfing. Da die Radarsignale vom Boden, der sich näher am Flugzeug befindet, zuerst empfangen würden, würde eine Anzeige, die von der Mitte aus nach außen gezogen wird, der klassische Plan-Position-Indikator, das Signal auf natürliche Weise in eine 2D-Anzeige dekodieren.
Die Antenne für ein solches System müsste nur in horizontaler Richtung groß sein und könnte vertikal sehr dünn sein. Dies hatte Vorteile für die Installation in Flugzeugen, aber es wäre noch praktischer, wenn der Strahl elektronisch statt mechanisch gelenkt werden könnte. Durch eine leichte Verzögerung des Signals auf dem Weg über die lange Antenne, die auf verschiedene Weise angeordnet werden konnte, würde der Phasenwinkel variieren, wodurch das Signal in eine bestimmte Richtung fokussiert würde. Da sich die Antenne für die Abtastung nicht bewegen musste, ergab sich die Möglichkeit, die Antenne in die Vorderkanten der Flugzeugflügel einzubetten, oder ähnliche Lösungen.
Allerdings wäre ein solches System dann Änderungen der Fluglage ausgesetzt, was H2S durch die Montage der Antenne auf einer stabilisierenden Plattform in Angriff nahm. Alvarez entwarf mehrere Konzepte für elektronische Systeme, die jede Bewegung des Flugzeugs während des Scannens ausgleichen sollten. Das Rad Lab-Team nannte das Konzept zunächst „EHIB“, eine Abkürzung für „Every House in Berlin“ („Jedes Haus in Berlin“), von dem sie annahmen, dass es zu sehen sei. Auf Drängen von Lee DuBridge wurde es Anfang 1942 in „Eagle“ umbenannt.

### Antennenentwürfe
Im Januar 1942 hatte ein Team, das sich mit dem Antennenproblem befasste, ein erstes Konzept entwickelt, das aus einem langen rechteckigen Hohlleiter mit kleinen Schlitzen auf der Vorderseite bestand. Das Konzept war ein frühes Beispiel für das, was heute als Schlitzantenne bezeichnet wird. Funksignale, die durch einen Schlitz entweichen, überlagern sich mit den Signalen aus anderen Schlitzen, so dass das Signal in bestimmten Richtungen stark unterdrückt wird, während es sich in anderen addiert. Das Ergebnis war ein eng gebündelter Strahl. Angesichts der verfügbaren Frequenzen im X-Band erwies sich jedoch jede Antenne, die breit genug war, um eine brauchbare Auflösung zu erzielen, auch als breit genug, um sehr starke Nebenkeulen zu erzeugen. Diese ruinierten die Anzeige, da sie nicht nur das Signal nutzlos verpuffen ließen, sondern auch zu Rückstrahlungen von den Seiten der Antenne führten, die nicht von denen vor der Antenne unterschieden werden konnten.
Es wurden viele Versuche unternommen, die Nebenkeulen zu reduzieren. Ein bemerkenswerter Erfolg wurde im April 1942 mit einer neuen Konstruktion erzielt, bei der ein dielektrisches Polystyrolmaterial die Vorderkante des Hohlleiters teilweise ausfüllte. Das Vorhandensein des Dielektrikums verlangsamte den Durchgang des Signals und komprimierte es, so dass der Abstand zwischen den Schlitzen verringert werden konnte und die Antenne als Ganzes kleiner wurde. Dadurch konnten bei gleicher Größe der Antenne mehr Schlitze angebracht werden, was zur Verringerung der Nebenkeulen beitrug. Alle diese Schlitzdesigns erwiesen sich als wenig gewinnbringend.
Bei der Arbeit an einem anderen Projekt, einem Mikrowellen-Frühwarnradar, kam Alvarez im Mai 1942 auf die Idee, anstelle von Schlitzen einzelne Dipolantennen als Strahlungselemente zu verwenden. Indem man sie mit wechselnder Polarität (180 Grad phasenverschoben) an die Einspeisung anschloss, konnten sie nebeneinander platziert werden, anstatt 1⁄2 Wellenlänge voneinander entfernt zu sein. Dadurch verdoppelte sich die Anzahl der Elemente in einem bestimmten Bereich, wodurch sich die Signalstärke ebenfalls verdoppelte und gleichzeitig die Nebenkeulen weiter reduziert wurden.
Was blieb, war die Entwicklung eines geeigneten Systems zur Verzögerung des Signals bei Bedarf, so dass die Richtung des Strahls abgetastet werden konnte. Das Hauptproblem bestand darin, die Geschwindigkeit des Signals bei Bedarf zu ändern, so dass die Phase angepasst werden konnte. Nach mehreren Konzepten entschied sich das Team schließlich für einen Wellenleiter, der aus zwei parallelen Platten mit überlappenden Barrieren an den vertikalen Seiten (der Vorder- und Rückseite des Wellenleiters) besteht. Indem man den Abstand zwischen den beiden Platten mechanisch veränderte, änderte sich die Ausbreitungsgeschwindigkeit entlang des Wellenleiters, und eine Steuerung war möglich.

### Entwicklung
Im Sommer 1942 schienen die meisten Probleme gelöst zu sein, und ein neues Labor unter der Leitung von E.A. Luebke wurde eingerichtet, um ein funktionierendes System zu entwickeln. Die Army Air Force, ein Befürworter von Präzisionsbombardements, aber nicht in der Lage, diese im Kampf einzusetzen, setzte große Hoffnungen auf die Fähigkeit des Systems, punktgenaue Ziele anzugreifen, und drängte auf seine Entwicklung, obwohl andere Systeme wie H2X bereits in Produktion gingen.
Das erste Versuchsmodell mit einer 0,91 m (3 Fuß) großen Antenne wurde auf dem Dach des Strahlungslabors aufgestellt. Es war zwar grob, zeigte aber, dass die Grundidee stimmig war. Ende 1942 folgte eine 1,8-Meter-Version und Anfang 1943 eine 2,4-Meter-Version mit 108 Dipolen. Es wurde darauf hingewiesen, dass die V-Form und die Pfeilung der meisten Flugzeuge den Einbau eines Innenflügelscanners erschweren würden und dass die aeroelastischen Belastungen während des Fluges, insbesondere das „Flattern“, ein ernsthaftes Problem darstellen würden. Das Team entschied sich für ein 4,9 m (16 Fuß) langes Modell mit 252 Dipolen, die in einem separaten, stromlinienförmigen, flügelähnlichen Gehäuse untergebracht waren. Die Breite wurde auf 16 Fuß begrenzt, weil dies der größte Holzhobel war, zu dem das Team Zugang hatte. Zwei Dipole wurden später auf Wunsch eines Industriepartners entfernt, der es vorzog, mit runden Zahlen zu arbeiten.
Das neue System wurde an einem B-24-Bomber montiert und flog am 16. Juni 1943 zu ersten Tests. Eine Reihe von Tests in Westover Field zeigte, dass die Antenne gut funktionierte, aber keine der anderen elektronischen Komponenten zuverlässig war. Die Tests wurden bis Oktober fortgesetzt, als der Bomber, S.N 42-40344, nach Boca Raton geflogen wurde, um die Tests bei besserem Wetter fortzusetzen.

### Herstellung
Während das Basissystem getestet wurde, wurden Überlegungen zu den Anzeigen und dem Ballistikcomputer angestellt. Dies führte zu einem „vergoldeten“ Design, dem Universal Bomb Sight (UBS). Bei dem von Bell Labs entwickelten UBS handelte es sich um einen riesigen, etwa 450 kg schweren mechanischen Computer, der mit allen möglichen Eingaben und Bedingungen versehen werden konnte und einen Hinweis auf die Bombardierung lieferte. Im Gegensatz zu ähnlichen Modellen wie dem Norden-Bombenzielgerät war der UBS so konzipiert, dass er nur eine geringe Einschwingzeit hatte und ein Manövrieren während des Anflugs ermöglichte. Der vorgeschlagene Aufbau würde zwei Displays umfassen: ein Weitwinkel-Display für die Navigation und ein weiteres, stark vergrößertes Display für die Präzisionsbombardierung.
Im Spätsommer 1943 war klar, dass die UBS eine zu große Herausforderung darstellte und das gesamte Programm verzögern könnte. Auf einer Sitzung am 22. Oktober wurde beschlossen, für die unmittelbare Zukunft ein vereinfachtes Bombenzielsystem zu verwenden, bei dem ein Radarbediener Informationen an den Bombenschützen weitergab, der den Zeitpunkt des Abwurfs mit Hilfe eines einfachen mechanischen Rechners bestimmen sollte. Es war klar, dass dies nicht zufriedenstellend war, aber da kurzfristig keine andere Option zur Verfügung stand, wurde ein Auftrag über 40 Vorseriensysteme der Eagle Mark I erteilt, die im August 1944 geliefert werden sollten.
Viele neue Probleme tauchten auf, als jedes Teil für die Produktion vorbereitet wurde, und am 1. Mai 1944 war Western Electric davon überzeugt, dass der Entwurf für die Produktion bereit war. Das Unternehmen nutzte ein baufälliges Gebäude in der 42. Straße in New York City als Montageort und begann, die 1813 Einzelteile bei Herstellern im ganzen Land zu bestellen. Die ersten fünf Geräte wurden im Juli 1944 in den Bell Labs zusammengebaut, weitere 33 wurden im August fertiggestellt und das letzte der 50 Vorseriengeräte im September. Die ersten Produktionsgeräte aus dem neuen Werk trafen am 28. September ein, 40 weitere im Oktober und weitere 142 im November.

### Nosmo
Während die Produktion anlief, erwies sich das Problem der Bombardierung mit zwei Besatzungsmitgliedern als noch größer als ursprünglich angenommen. In der Zwischenzeit zeigten andere Radarsysteme, wie H2X, das Problem, die Flugbahn der Bombe zu berechnen, während das Radar betrieben wurde. Die Lösung bestand darin, ein System zu bauen, das den Ausgang des Radars mit dem Eingang des Nordens verband.
Das erste Gerät dieser Art, die AN/APA-46 Adapter Assembly, ermöglichte es dem Bediener, während des Anflugs an vier (oder fünf, je nach Modell) Stellen durch den Norden zu sehen. Dieses Gerät wurde bald durch das APA-47 ersetzt, das den Norden kontinuierlich aktualisierte. Dies ermöglichte es dem Bombenschützen, sich während des Anflugs auf die Radaranzeige zu konzentrieren und bei günstigen Bedingungen in letzter Minute zum Norden zu wechseln, um eine höhere Genauigkeit zu erreichen.

### Nutzung
Die Sets wurden eilig an B-24- und B-17-Einheiten für den Einsatz bei der Eighth Air Force in Europa verteilt, kamen aber zu spät zum Einsatz. Stattdessen wurden die Geräte an die neue B-29 für den Einsatz gegen Japan weitergeleitet. Nur eine Einheit, das 315th Bombardment Wing des XXI Bomber Command, war vollständig mit Eagle ausgerüstet und flog einen Monat lang, bevor der Krieg zu Ende ging.
Als die Eagle mit Nosmo ausgerüstet wurde, wurde die gesamte Baugruppe als AN/APQ-7A bekannt. Diese waren bei Kriegsende gerade eingetroffen und wurden nicht im Kampf eingesetzt.